# Bond van Vrije Liberalen
De Bond van Vrije Liberalen was een op 23 juni 1906 opgerichte Nederlandse politieke partij die daarmee een groep van klassiek-liberalen verenigde (ook wel oud-liberalen genoemd).

## Oud-liberalen
De Oud- of Vrij-Liberalen waren al sinds 1880-1889 een stroming in de heterogene liberale kamerfractie. Ze vielen vooral op door hun verzet tegen de kiesrechtuitbreiding. Zij veroorzaakten mede de val van het kabinet-Van Tienhoven, waarna zijzelf in het kabinet-Röell Nederland regeerden. In het daaropvolgende kabinet-Pierson was hun aanvoerder Willem Hendrik de Beaufort minister van buitenlandse zaken.
Na de periode-Kuyper wonnen de liberalen in 1905 de verkiezingen. Ze behaalden echter 48 zetels, en waren voor een meerderheid aangewezen op de steun van de zeven socialisten. Op die basis wilden de oud-liberalen niet regeren, en De Meester vormde een liberaal minderheidskabinet zonder steun van De Beaufort en de zijnen. Dezen richtten een jaar later officieel een eigen partij op.

## Fusie
Op 16 april 1921 ging de Bond van Vrije Liberalen samen met onder meer de Economische Bond en Liberale Unie op in de Liberale Staatspartij "De Vrijheidsbond".

## Kopstukken

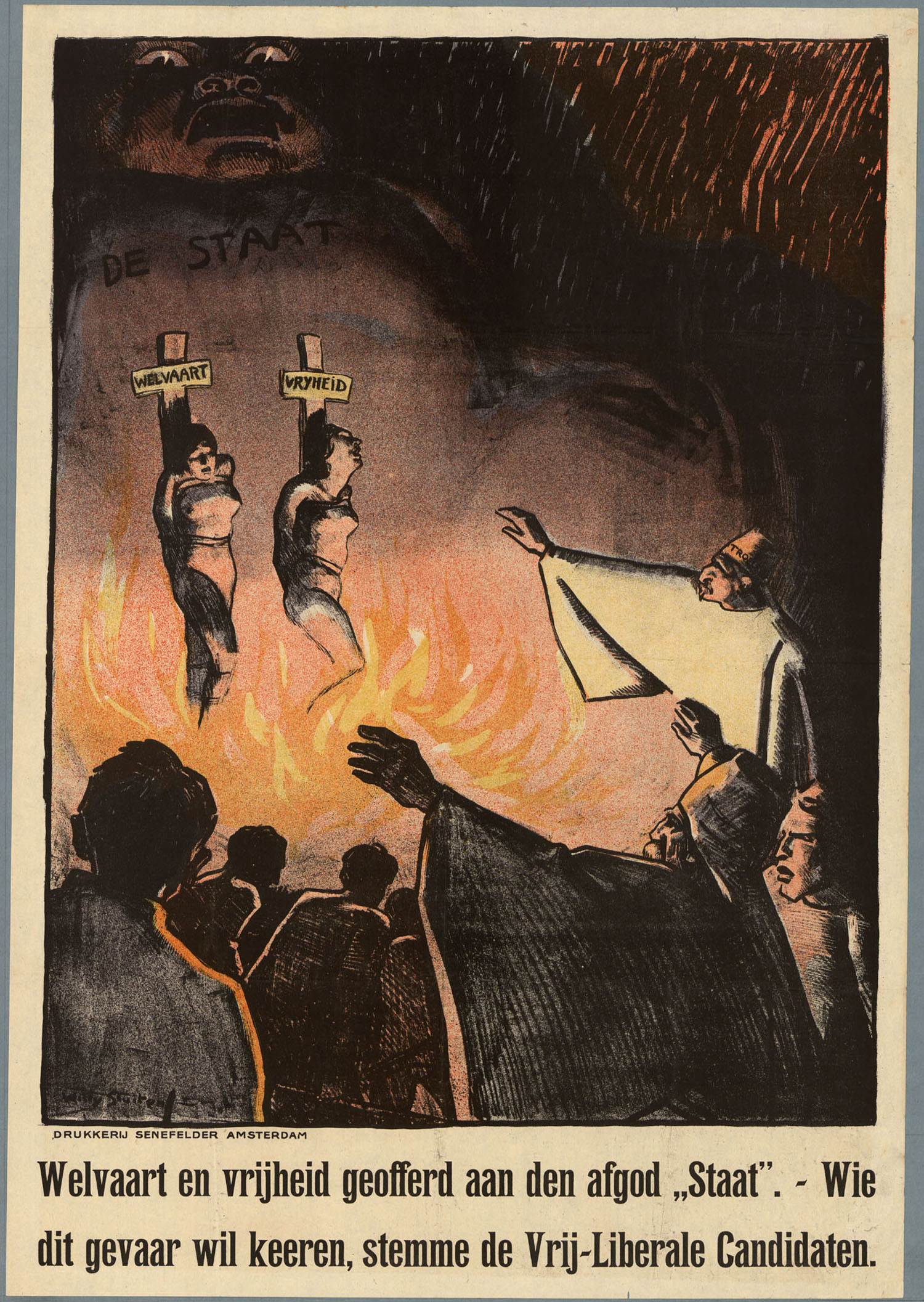
Affiche Bond van Vrije Liberalen (1918)

- W.H. de Beaufort
- H.C. Dresselhuys
- F.J.W. Drion
- S. van Houten
- M. Tydeman

## Fractievoorzitters in de Tweede Kamer
(in deze periode was de term Kamerclub gangbaarder dan fractie)
- 1904-1916: M. Tydeman
- 1916-1918: A.C. Visser van IJzendoorn
- 1918-1921: H.C. Dresselhuys

## Partijvoorzitters
- 1906-1916: M. Tydeman
- 1916-1921: H.C. Dresselhuys

## Verkiezingsresultaten

### Districtenstelsel (1905-1917)
| Verkiezingsjaar | Aantal zetels | Coalitie/Oppositie |
| --------------- | ------------- | ------------------ |
| 1905            | 9/100         | Oppositie          |
| 1909            | 4/100         | Oppositie          |
| 1913            | 10/100        | Oppositie          |
| 1917            | 10/100        | Oppositie          |

### Evenredige vertegenwoordiging (1918)
| Verkiezingsjaar | Aantal zetels | Coalitie/Oppositie |
| --------------- | ------------- | ------------------ |
| 1918            | 4/100         | Oppositie          |

Liberale Unie (1885-1921) · Radicale Bond (1892-1901) · Vrije Liberalen (1894-1906) · Vrijzinnig-Democratische Bond (1901-1946) · Bond van Vrije Liberalen (1906-1921) · Economische Bond (1917-1921) · Vrijheidsbond/Liberale Staatspartij (1921-1946) · Liberale Partij (1922-1925) · Partij van de Vrijheid (1946-1948)
Volkspartij voor Vrijheid en Democratie (1948-heden) · Democraten 66 (1966-heden) · Volt Nederland (2017-heden)